# Jirō Yamagishi
Jirō Yamagishi (jap. 山岸二郎 Yamagishi Jirō; ur. 23 maja 1912 w Moji, Fukuoka, zm. 30 stycznia 1997) – japoński tenisista, reprezentant w Pucharze Davisa.
Był zaliczany do czołówki światowej w drugiej połowie lat 30. XX w. W rankingu światowym The Daily Telegraph znalazł się w 1938 na 7. miejscu. Doszedł do IV rundy Wimbledonu w 1934 (przegrał z Jackiem Crawfordem 6:4, 4:6, 2:6, 2:6), w 1937 był w III rundzie tego turnieju (odpadł z Gottfriedem von Crammem 4:6, 4:6, 6:3, 4:6). W 1935 odpadł na Wimbledonie już w II rundzie (ze znanym bardziej z gry podwójnej Gene Mako 6:2, 6:2, 2:6, 1:6, 2:6), ale triumfował w turnieju pocieszenia (All England Plate). Japończyk startował także w innych turniejach wielkoszlemowych – w mistrzostwach USA w 1932 i 1937, dochodząc w drugim starcie do IV rundy (odpadł z Josephem Huntem 6:3, 1:6, 1:6, 1:6) oraz mistrzostwach Francji, kończąc swój jedyny występ w 1935 na II rundzie.
W latach 1934–1938 bronił barw narodowych w Pucharze Davisa. Występował zarówno w singlu, jak i deblu. Wygrał 8 meczów, przegrał 10. Pokonał m.in. Australijczyka Johna Bromwicha w czasie finału strefy amerykańskiej Pucharu Davisa w 1938, ale cały mecz Japonia przegrała 1:3 (Yamagishi uległ Adrianowi Quistowi oraz w deblu – z Fumiteru Nakano – Quistowi i Bromwichowi). Miał również na koncie zwycięstwo ze znanym reprezentantem Czechosłowacji Ladislavem Hechtem. W 1953 Yamagishi pełnił funkcję kapitana reprezentacji daviscupowej.